# Robert Evans
Robert Evans (nacido como Robert J. Shapera; Nueva York, 29 de junio de 1930-Beverly Hills, California, 26 de octubre de 2019) fue un actor  y mítico productor de cine estadounidense, conocido por su trabajo en Rosemary's Baby, Chinatown, El padrino o Love Story, entre otras.
Inicialmente realizó pequeños papeles en películas como El hombre de las mil caras y un papel como el torero Pedro Romero en Fiesta donde él mismo se auto cuestionó su talento actoral. En los años sesenta se convirtió en productor cinematográfico para Paramount Pictures, que por esas fechas estaba en el noveno puesto del ranking de productoras cinematográficas. A pesar de su inexperiencia y mediante un duro trabajo, logró que Paramount se convirtiera en el estudio más exitoso de Hollywood.

## Biografía

### Primeros años y primeros papeles
Evans nació en la ciudad de Nueva York, hijo de Florence (Krasne), un ama de casa que provenía de una familia adinerada, y de Archie Shapera, un dentista de Harlem. Creció en el Upper West Side de la ciudad de Nueva York durante la década de 1930. En sus primeros años, realizó trabajos de promoción para Evan Picone, una empresa de moda fundada por su hermano Charles, además de realizar trabajos de voz en programas de radio.
De buena apariencia en su juventud siendo distinguible por sus finos rasgos masculinos, fue visto por la actriz Norma Shearer junto a la piscina del Hotel Beverly Hills el 6 de noviembre de 1956. Ella lo ayudó a conseguir un papel en la película El hombre de las mil caras no teniendo una formación actoral académica. Ese mismo año, Evans también llamó la atención de Darryl F. Zanuck, que lo eligió en el papel de Pedro Romero en la adaptación cinematográfica de 1957 de The Sun Also Rises, de Ernest Hemingway, en contra de los deseos de la coprotagonista Ava Gardner y del propio Hemingway. En 1959 apareció en la producción de Twentieth Century Fox de The Best of Everything con Hope Lange, Diane Baker y Joan Crawford.

### Carrera como productor

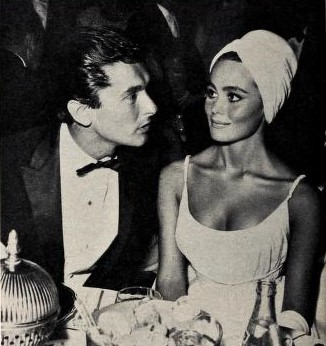
Bob Evans y Sharon Hugueny en 1961.

Insatisfecho después de su participación en The Sun Also Rises y cuestionando su propio talento como actor cambio de rumbo y develando sus agresivas ambiciones de poder decidió convertirse en productor cinematográfico. 
Inició como jefe de producción en Paramount al comprar los derechos de una novela de 1966 titulada The Detective, que Evans convirtió en una película protagonizada por Frank Sinatra, Lee Remick, Jack Klugman, Robert Duvall y Jacqueline Bisset, en 1968. Peter Bart, escritor del New York Times, escribió un artículo sobre el agresivo estilo de producción de Evans. Esto hizo que Charles Bluhdorn, jefe del conglomerado Gulf+Western, se interesara en él y lo contratara como parte de una reorganización en Paramount Pictures.
Cuando Evans se hizo cargo de la dirección de producción de Paramount, el estudio de grabación estaba en la novena posición en su país. A pesar de su inexperiencia, Evans pudo convertir a Paramount en el estudio más exitoso de Hollywood y lo transformó en una empresa muy rentable para Gulf+Western. Durante su estancia en Paramount, el estudio produjo películas como Descalzos por el parque, La extraña pareja, Rosemary's Baby, The Italian Job, True Grit, Love Story, Harold and Maude, El padrino, El padrino 2, Serpico, On a Clear Day You Can See Forever, Chinatown y muchas otras.
Insatisfecho con su compensación económica y deseoso de producir películas bajo su propia bandera, Evans llegó a un acuerdo con Paramount que le permitió permanecer como director de estudio mientras trabajaba como productor independiente. De 1976 a 1980, trabajando como productor independiente, continuó su racha de películas exitosas con Marathon Man, Black Sunday, Popeye y Urban Cowboy. Después de 1980, su producción cinematográfica se hizo más infrecuente y menos aclamada por la crítica. Produjo sólo dos películas en los siguientes doce años: The Cotton Club y The Two Jakes. De 1993 a 2003 produjo las películas Sliver, Jade, The Phantom, The Saint y How to Lose a Guy in 10 Days.
En 2009, Evans estuvo en conversaciones para producir una película sobre el ejecutivo automotriz John DeLorean, así como una miniserie de HBO titulada The Devil and Sidney Korshak. Ninguno de los dos proyectos llegó a buen puerto.

## Vida personal
Robert Evans tuvo siete matrimonios a saber: 	Con Sharon Hugueny (1961-1962), Camilla Sparv (1964-1967), Ali MacGraw (1969-1973), Phyllis George (1977-1978), Catherine Oxenberg (sólo 12 días en 1998) y Victoria White (desde 2005 hasta su fallecimiento). Tuvo un único hijo con MacGraw, llamado Joshua. 

### Controversia, enfermedad y fallecimiento
Evans fue condenado por tráfico de cocaína en 1980. Se declaró culpable de un delito menor en un tribunal federal después de haber sido arrestado tras haber hecho una gran compra de cocaína con su hermano Charles. Como parte de su acuerdo, filmó un comercial de televisión en el que explicaba el peligro de las drogas. Finalmente reconoció que no era un traficante de drogas, sino un simple consumidor.
El 6 de mayo de 1998, durante una cena en honor del director Wes Craven, Evans sufrió un derrame cerebral mientras ofrecía un brindis, y fue llevado rápidamente al cercano Centro Médico Cedars-Sinai. Perdió sus signos vitales en la ambulancia, pero fue reanimado. Tras varios meses de convalecencia, Evans finalmente recuperó su habilidad para hablar y volvió a producir. A partir de 2013, se apoyó en un bastón para realizar caminatas más cortas y tenía movilidad limitada.
Evans murió en Beverly Hills, California, el 26 de octubre de 2019 a la edad de 89 años.

## Premios y distinciones
Premios Óscar
| Año  | Categoría      | Película  | Resultado |
| ---- | -------------- | --------- | --------- |
| 1975 | Mejor película | Chinatown | Nominado  |